# قانون

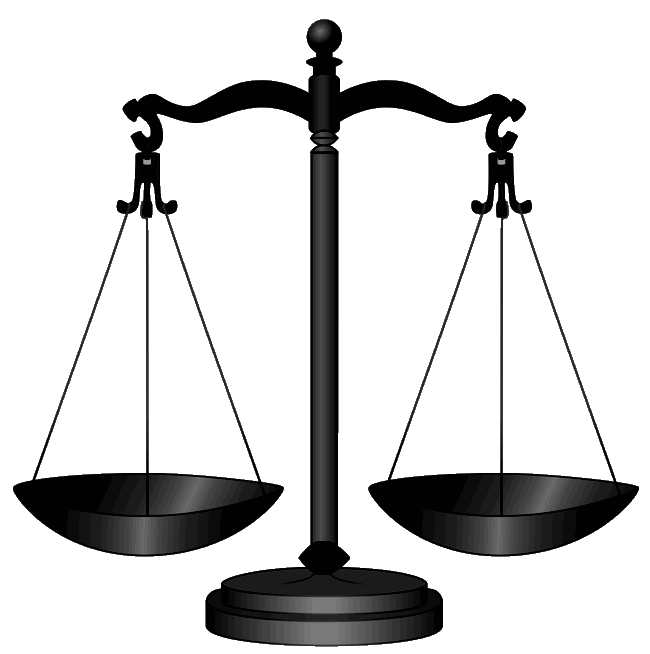
ترازو نماد عدالت در قانون است.

قانون معمولاً به‌عنوان سیستمی از احکام شناخته می‌شود که از طریق مؤسسات اجتماعی یا دولتی ایجاد و الزام می‌شود تا رفتارها را تنظیم کند؛ با این حال، تعریف دقیق قانون یک بحث طولانی است. قانون معمولاً به عنوان یک دانش و هنر عدالت توصیف می‌شود.

## ریشه‌شناسی
قانون می‌تواند قوانین فیزیکی باشد که بر انسان تأثیر دارد یا قوانین اخلاقی و یا احکامی باشد که دولت یا قدرت فراتر یک کشور آن را به شیوه خاص و در جایگاه خاصی وضع نموده‌است.
سیستم‌های قانونی مختلفی در بین کشورهای جهان موجود است. در کشورهای اسلامی سیستم اصلی قانون گذاری، احکام اسلام می‌باشد.

## حاکمیت قانون

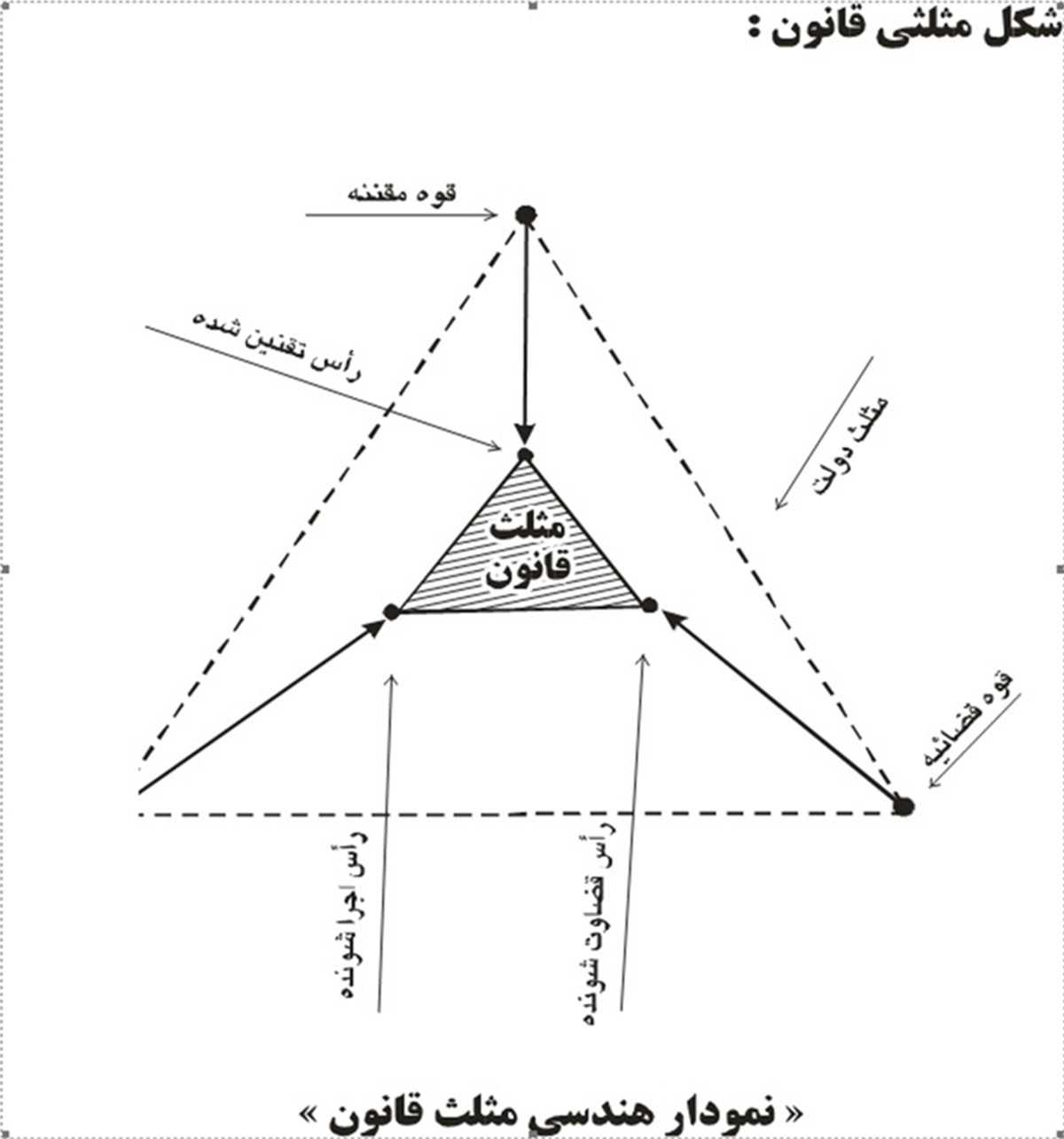
مثلث قانون

دوران طولانی زندگی بشر همواره دستخوش تغییرات در گرایش به قانون بوده‌است. در برخی نظرات سیاسی حاکمان بالاتر از قانون قرار داشتند چنان‌که افلاطون برای مثال فلاسفه را در شهر فرضی خود بالاتر از قانون می‌دانست یا ژان بدن نه دقیقاً بلکه دربرداشت غالب چنین نظری داشت. اما دوران درازی از تاریخ بشریت، حاکمان و قانون در یک ردیف قرار داشتند ــ قانون به سادگی چیزی بود که حاکم می‌خواست. (این امر به مکتب اثباتی حقوق معروف است که برخی آغازگر آن را در دوران جدید هابز می‌دانند) لیکن در گرایش سوم و مدرن تر حاکم در بند قانون بود. نخستین گام در جهت فاصله گرفتن از استبداد حاکمان، نظر حاکمیت به وسیله قانون بود که مفهوم پایین‌تر بودن حاکم از قانون و الزام او برای حاکمیت از راه‌های قانونی را شامل می‌شد. حکومت‌های مردم سالار به ظاهر با ایجاد حاکمیت قانون، در این راه فراتر رفتند.
اما این ترفند ارباب قدرت برای استثمار جدید مردم به‌شمار می‌رود چرا که قانون گذاران حقیقی در جوامع به ظاهر مردم سالار همان ارباب قدرت هستند که با هدایت افراد دلخواه در مناسب قانون‌گذاری قوانین را در جهت سود خود تهیه می‌کنند و مردم گمان می‌کنند ایشان هستند که قانون را وضع کرده‌اند در جامعه ای که سرمایه و دولت یک پدیده تبدیل شده‌است جایی برای مردم سالاری معنا ندارد در این کشورها ارباب قدرت با به‌کارگیری نظام مند رسانه‌ها افکار مردم را به سمت آنچه می‌خواهند سوق می‌دهند.
نکته حایز اهمیت در اینجا منشأ قانون است. قانون حسب گرایش‌های مختلف منشأ گوناگون دارد. برای مثال چنان‌که بیان شد اثباتیون بر آنند که قانون اراده حاکم است و چیزی والاتر از آن نیست. هر چه حاکم بخواهد قانون است و لازم‌الاجرا. اما طرفداران مکتب حقوق طبیعی بر آنند که یکسری حقوق لاینفک برای انسان به واسطه انسان بودنش وجود دارد که بر تمامی حکام حاکم است و وظیفه اصلی حاکم کشف این مقررات و اجرای آن است. در دوران معاصر اثر این نظر را در ایجاد حقوق بشر جهانی می‌توان یافت یعنی حداقل قواعدی که انسان امروزی به واسطه بشر بودنش دارد مانند آن که شهروندان باید از بازداشت خودسرانه و تفتیش بی‌دلیل منازل یا مصادره اموالشان در امان باشند.
شهروندان متهم به جنایت، سزاوار محاکمه سریع و علنی هستند و حق دارند که با شاکیانشان مخالفت یا از ایشان پرسش نمایند. اگر این افراد محکوم شوند، مجازات بی رحمانه و غیرمعمول برای آنان در نظر گرفته نمی‌شود.
شهروندان را نمی‌توان به اجبار وادار به شهادت بر ضد خودشان نمود. این اصل، از شهروندان در برابر اعمال فشار، سوء استفاده یا شکنجه حمایت می‌کند و اقدام پلیس را به چنین رفتارهایی به شدت کاهش می‌دهد.
حاکمیت قانون دارای یک معنای عام است و یک معنای خاص. در معنای عام، یعنی وجود نظم در کشور؛ به عبارت دیگر، وقتی افراد جامعه به گونه‌ای مشابه و با رعایت هنجارهای مشترک رفتار نمایند، به معنای آن است که قانون حاکم است. در معنای مضیق تر به معنای اجرای قوانین موضوعه و قوانینی که مجلس و مقامات صالح کشور وضع کرده‌اند، به نحوه درست و در راستای اجرای هدف آن قانون.
در عمل، حاکمیت قانون بدان معنا است که هیچ فردی، چه رئیس‌جمهور و چه یک فرد عادی از قانون بالاتر نیست. حکومت‌های مردم سالار، قدرت را از طریق قانون به کار می‌بندند و خود ملزم به اطاعت از آن هستند.
قوانین باید در جهت خواسته‌های مردم و نه هوس شاهان، زورگویان، مقامات نظامی، رهبران مذهبی یا حزب‌های خود گماشته باشد. مردم در حکومت‌های مردم سالار مشتاق پیروی از قانون هستند، چرا که از قواعد و دستورهای خودشان اطاعت می‌کنند. هنگامی که قانون توسط مردمی گذاشته می‌شود که باید از آن اطاعت کنند به نظر می‌رسد عدالت به بهترین نحو ممکن برقرار می‌شود. میزان آزادی یک جامعه را می‌توان با درصد جمعیتی که زیر حاکمیت قانون هستند، سنجید. برای مثال در انگلستان حتی ملکه نیز خود را فراتر از قانون نمی‌بیند و برای به کرسی نشاندن حرف خود به دنبال راهکارهای قانونی می‌گردد.
برای حاکمیت قانون، یک دستگاه قدرتمند و مستقل قضایی لازم است که دارای اختیار، اقتدار، دارایی و اعتبار لازم جهت زیر پرسش بردن مقامات حکومتی و حتی سران عالی‌رتبه در برابر قوانین و دستورهای مملکتی باشد. (لذا اهمیت تفکیک قوا که یادگار برجسته منتسکیو می‌باشد در این‌جا مشخص می‌شود) از این رو قضات باید بسیار آموزش دیده، متبحر، مستقل و بی‌طرف و البته هنرمندانی ماهر باشند. هنر قاضی در نحوه تفسیر درست قوانین و اجرای مناسب آن نمایان خواهد شد.
البته آنان برای انجام وظیفه ضروری شان در نظام قانونی و قضایی باید به اصول مردم سالاری پایبند باشند.
قوانین حکومت مردم سالار ممکن است سرچشمه‌های گوناگونی از قبیل: قانون‌های اساسی مکتوب، مصوبات و قواعد، تعالیم مذهبی و اخلاقی و آداب و رسوم فرهنگی داشته باشند. قوانین، بدون در نظر گرفتن منشاهایشان باید برای حفاظت از حقوق و آزادی‌های مردم پیش‌بینی‌های لازم را به عمل آورند:
از آن جا که شرط قانون، حمایت یکسان از همگان است، نمی‌تواند تنها برای یک فرد یا گروه قابل اجرا باشد.

## انواع قوانین

### قوانین ماهوی و شکلی
قوانینی که شرایط ایجاد و نسخ و انتقال حق فردی را مشخص می‌کنند، قانون ماهوی و قوانینی که ناظر بر اجرای اعمال حقوقی و تشریفات دادرسی و اثبات دعویند به قانون شکلی موسومند؛ مثلاً قوانین مربوط به مقدار ارث و نحوهٔ تقسیم آن ماهوی و قوانین مربوط به تنظیم وصیت‌نامه شکلی اند.

### قوانین امریو تکمیلی
قوانین امری قوانینی‌اند که در صورت نقض آن‌ها نظم عمومی مختل می‌شود و قوانین تکمیلی (یا قوانین تفسیری یا قوانین تعویضی) قوانینی‌اند که با نظم عمومی ارتباط و مغایرتی ندارند؛ مثلاً در قانون مدنی قراردادها و بیعها تکمیلی‌اند و ارث و وصیت امری. سلسله‌مراتب قواعد از نظر قدرت اجرایی عبارت است از:
1. قوانین امری
2. توافق طرفین
3. عرف
4. قوانین تکمیلی